# بارک پوینت (ویسکانسین)
بارک پوینت (به انگلیسی: Bark Point) یک منطقهٔ مسکونی در ایالات متحده آمریکا است که در Clover واقع شده‌است. بارک پوینت  ۱۹۲٫۰۳ متر بالاتر از سطح دریا واقع شده‌است.